# Povídka o policajtovi
Povídka o policajtovi je francouzský kriminální thriller z roku 1975, podle stejnojmenné autobiografie francouzského policejního detektiva Rogera Borniche. Film i kniha líčí Bornicheovo devítileté pronásledování francouzského gangstera a vraha Emila Buissona. V režii Jacquese Deraye se v rolích Borniche a Buissona představili Alain Delon a Jean-Louis Trintignant, kterým sekundovali Claudine Auger a André Pousse.

## Děj
Film sleduje devítileté pronásledování Emila Buissona ve Francii ve 40. a 50. letech 20. století. Režisér Jacques Deray ukazuje toto pronásledování jako souboj dvou intelektů a zaměřuje se na rostoucí vztah mezi Buissonem a hlavním hrdinou Bornichem. Derayovo polidšťování postav bylo rysem, kterým se snažil vyhnout možným klišé. Toto pojetí bylo v 70. letech ve Francii oblíbené a Deray jej použil i ve svých dalších filmech.
Příběh zachycuje Emila Buissona, který po smrti své ženy a dítěte utíká v roce 1947 z psychiatrické léčebny a vrací se do Paříže. Buisson, který se o tři roky později stane francouzským veřejným nepřítelem číslo jedna, začíná vražedné řádění ve francouzském hlavním městě. V úvodní scéně se objevuje neochotný detektiv Borniche, kterému je případ svěřen a který tři roky pronásleduje Buissona, zatímco ten se vyhýbá dopadení zabíjením informátorů a všech, o nichž se domnívá, že by ho mohli prozradit. Borniche, který se na rozdíl od svých kolegů pyšní metodickým přístupem, pronásleduje Buissona prostřednictvím četných honiček v uličkách, pronásledování na střechách, automobilových honiček a přestřelek, přičemž ohrožuje i svou milenku Catherine.
Když Bornicheovým pokusům o dopadení Buissona začne klást překážky policejní byrokracie, zatímco politici a média začnou spekulovat, využije Borniche k dopadení Buissona pomoci dalšího zločince, Paula Robiera. Sériový vrah Buisson je nakonec dopaden poté, co spáchal více než 30 vražd a 100 loupeží. V závěrečných sekvencích Buisson říká Bornicheovi, že by rád „vzal pilku na železo“ na krk svého informátora. Borniche mu odpoví, že k tomu již nedostane příležitost.

## Obsazení
| Alain Delon            | Roger Borniche                              |
| Jean-Louis Trintignant | Émile Buisson                               |
| Renato Salvatori       | Mario Poncini                               |
| Claudine Auger         | Catherine                                   |
| Maurice Biraud         | hlídač v hotelu Saint-Appoline              |
| André Pousse           | Jean-Baptiste Buisson                       |
| Mario David            | Raymond Pelletier                           |
| Paul Crauchet          | Paul Robier                                 |
| Denis Manuel           | Lucien Darros                               |
| Marco Perrin           | komisař Viechens                            |
| Henri Guybet           | Hidoine                                     |
| Maurice Barrier        | René Bollec                                 |
| Françoise Dorner       | Suzanne Bollec                              |
| Jacques Marin          | majitel hostince v Saint-Rémy-lès-Chevreuse |
| William Sabatier       | Ange                                        |
| Adolfo Lastretti       | Jeannot                                     |